# Mohamed Salah Jedidi
Pour les articles homonymes, voir Jedidi.
Mohamed Salah Jedidi, né le 17 mars 1938 à Ghardimaou et mort le 17 mars 2014, est un footballeur tunisien.

## Biographie
Venu un peu tard au football, il bénéficie de l'attention et de la patience de l'entraîneur Fabio Roccheggiani qui détecte son talent de buteur et décide de soigner sa technique.
Salah Jedidi rejoint les seniors en 1958-1959 et devient progressivement un buteur redoutable. Évoluant au Club africain de 1958 à 1969, il dispute 222 matches en championnat, se classant ainsi comme le quatrième joueur de l'histoire du club derrière Sadok Sassi, Hédi Bayari et Kamel Chebli, et 44 en coupe de Tunisie de football.
Il est également l'auteur de 98 buts en championnat et de douze en coupe de Tunisie. En équipe nationale, il marque un total de 17 buts et remporte notamment la coupe arabe des nations en 1963.
Il rejoint en 1969 l'équipe de l'Association sportive de Mégrine comme entraîneur-joueur puis entraîne de nombreux clubs dont son club d'origine, le Club africain, en 1976 et 1981.
Il est le père de Selim Jedidi, un arbitre international de football.
En 2014, il meurt le jour de ses 76 ans. Il est inhumé le jour même au cimetière du Djellaz en présence de nombreux joueurs et personnalités du football alors que le président de la FIFA, Sepp Blatter, envoie une lettre de condoléances à sa famille.

## Palmarès
- Championnat de Tunisie (2)
  - Champion : 1964, 1967
- Coupe de Tunisie (4)
  - Vainqueur : 1965, 1967, 1968, 1969